# 중화항공
중화항공(중국어: 中華航空 약자 華航) 또는 차이나 에어라인(영어: China Airlines, CAL, 대만: 2610)은 대만의 국적 항공사로 2011년 9월 27일부터 항공동맹인 스카이팀에 합류했다.

## 역사
1959년 대만 정부에 의해 설립되어 1962년 국내선 운항을 처음 시작한 뒤 1966년 베트남 공화국의 사이공(현 호찌민시) 취항을 통해 본격적인 첫 국제선 노선 운항을 시작했다.
이후 1967년 4월부터 홍콩 노선 운항과 동시에 홍콩에 지사를 설립한데 이어 같은 해 10월에 대한민국 노선을 취항한 뒤 1969년에 최초로 미국 샌프란시스코에 취항했으며 같은 해에 보잉 707 항공기를 도입했다.
1975년과 1977년에는 보잉 747SP, 보잉 747-100 기종을 도입한 후 1976년에는 보잉 737를 도입했고 1983년에 룩셈부르크에 화물 노선을 취항했으며 그와 동시에 보잉 747-200, 맥도넬더글러스 MD-11, 에어버스 A300 기종을 새로 도입했다.
1990년대에 들어 보잉 737-800, 보잉 747-400, 에어버스 A340 기종을 도입한 이후 독일 프랑크푸르트에 취항했으며 1992년 9월에 외교 관계로 인해 대한민국 노선이 한 때 폐지되기도 했다.
2002년에는 국제 항공 운송 협회에 가입한 뒤 2004년부터 에어버스 A330 기종을 도입했고 2003년 1월부터 공용 전세기로 대한민국 노선 운항을 11년만에 재개했고 2005년 3월부터 주 9회 정기 운항을 진행했다.
2010년 12월부터 현재까지 인천발 타오위안 노선이 주 19회 운항 중이며 같은 해 항공동맹인 스카이팀의 가입 서약서에 동의하면서 2011년에 가입이 승인되었고 2012년에는 김포발 쑹산 노선이 신설되었으며 2014년 11월에는 보잉 777-300ER을 처음으로 도입한 뒤 2016년 9월에는 에어버스 A350-900을 첫 도입했다.

## 운항 노선
- 2012년 2월 기준으로 중화항공은 다음과 같은 노선을 운항하고 있다.

### 코드쉐어 협정
- 중화항공은 다음과 같은 항공사에 코드쉐어 협정을 하고 있으며 주로 스카이팀 회원과 코드쉐어를 하고 있다.

| - KLM (스카이팀) - 가루다 인도네시아 항공 (스카이팀) - 대한항공 (스카이팀) - 델타 항공 (스카이팀) - 로얄 브루나이 항공 - 말레이시아 항공 (원월드) - 방콕 항공 - 베트남 항공 (스카이팀) - 상하이 항공 (스카이팀) - 샤먼 항공 (스카이팀) | - 에어 유로파 (스카이팀) - 영국항공 (원월드) - 웨스트제트 - 일본항공 (원월드) - 중국남방항공 - 중국동방항공 (스카이팀) - 콴타스 항공 (원월드) - 필리핀 항공 - 하와이안 항공 |  |

## 보유 기종
- 2024년 10월 기준으로 중화항공은 다음과 같은 기종을 보유하고 있으며 평균 기령은 9.5년이다[2][3][4]

## 중화항공 카고
중화항공 카고(영어: China Airlines Cargo, 중국어: 中華航空货物)는 대만의 화물 항공사로 허브 공항으로는 타이완 타오위안 국제공항을 이용 중이며 보유 기종은 보잉 747-400F, 보잉 777F로 운항하고 있으며 스카이팀 카고에 가입되어 있다.
그리고 중화항공 카고는 2008년 에어 트랜스포트 월드(영어: Air Transport World)가 선정한 세계 상위 25개의 항공 화물 부문에서 7위를 기록하며 이에 대한 우수성을 인정받았다.

## 서비스

### 기내식

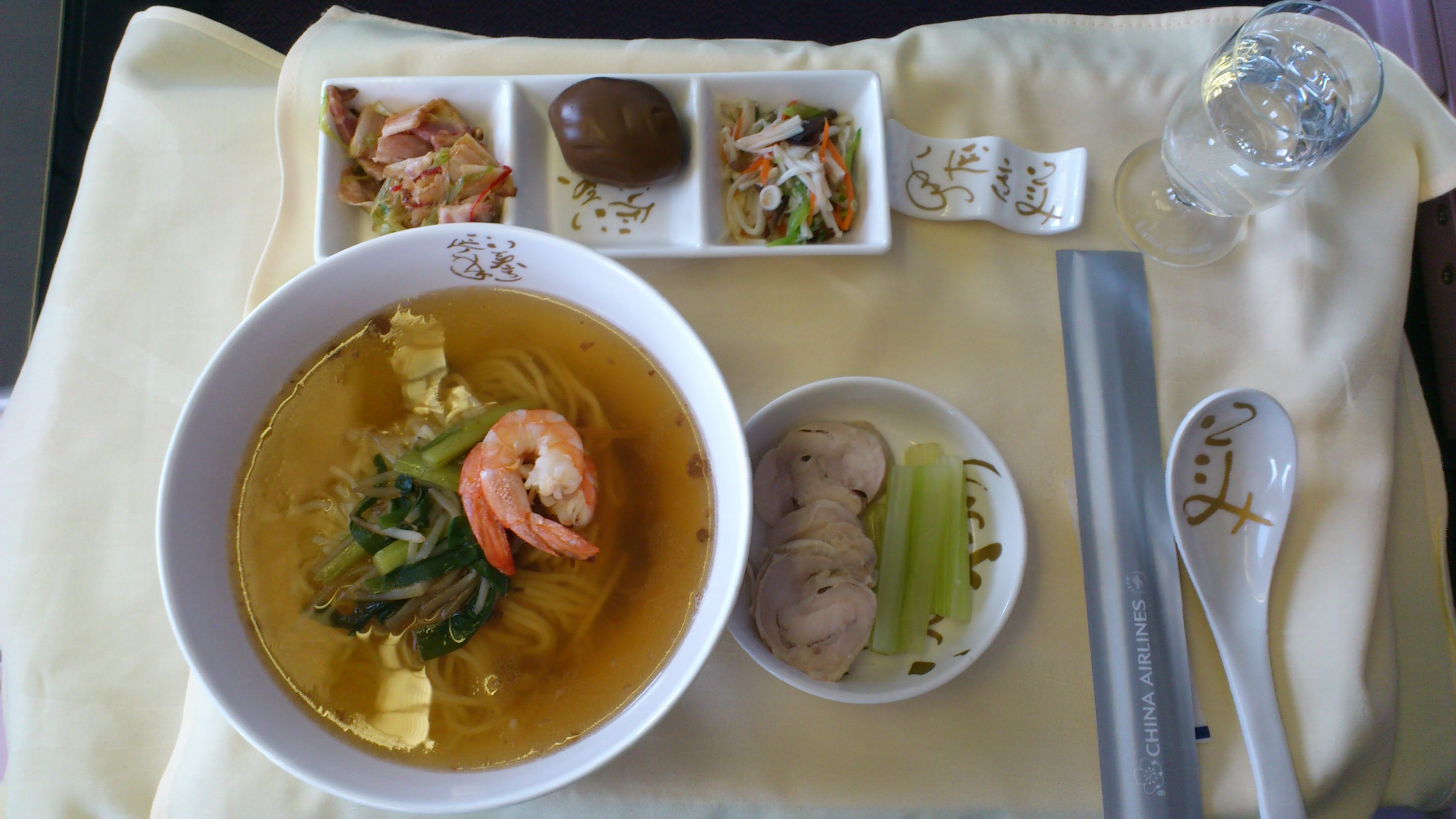
중화항공 비즈니스 클래스 기내식

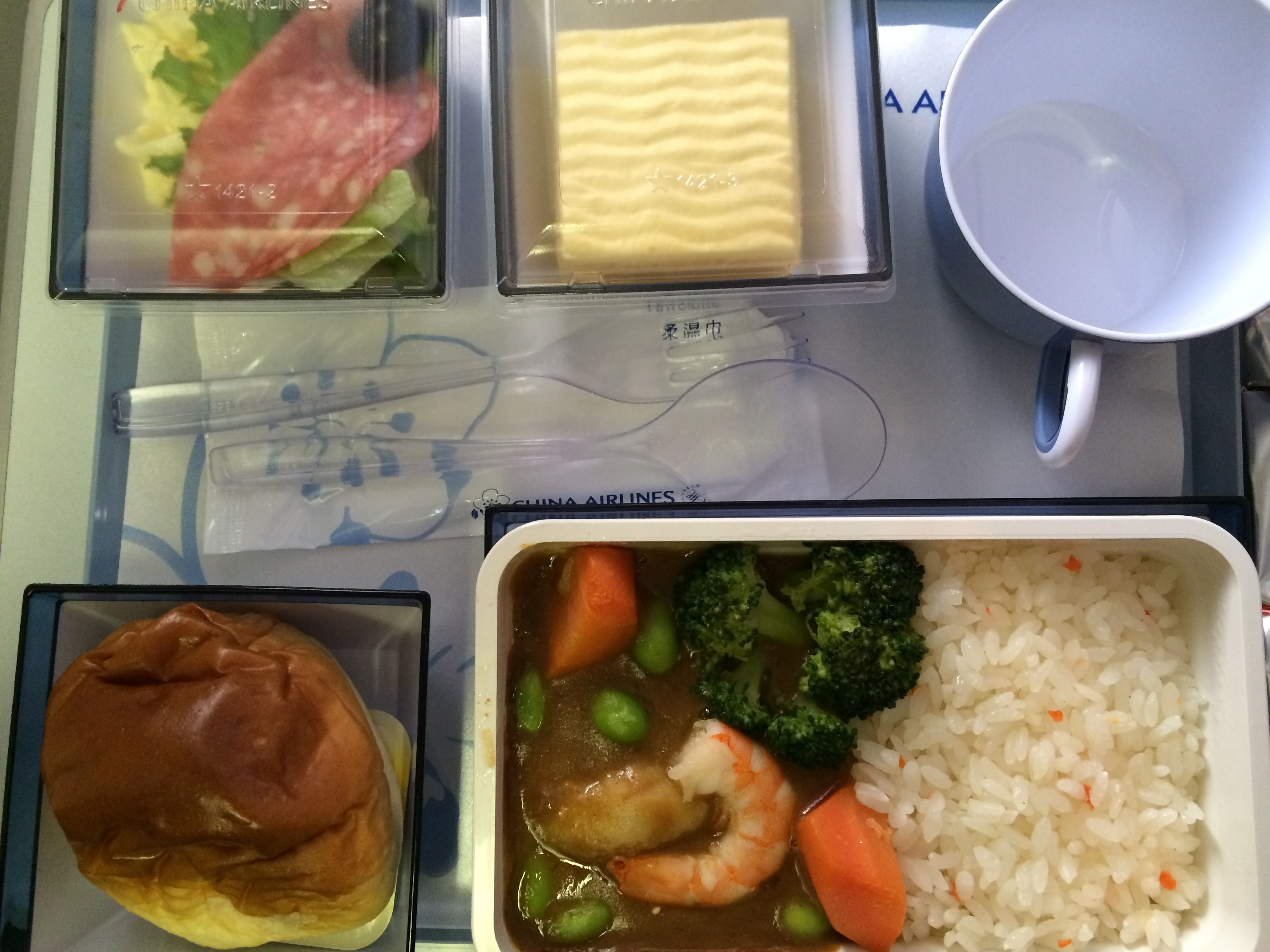
중화항공 이코노미 클래스 기내식

의식동원 앞으로 메뉴가 고안되고 있기 때문에 퍼스트 클래스와 다이너스티 클래스(비즈니스 클래스)에서 동파육과 다진 돼지고기 볶음밥, 죽 등 중국 요리와 대만 요리 선택이 가능하며 웹사이트에서 사전에 기내식을 예약할 수 있으나 일반석의 경우 기내식 전의 드링크 서비스는 이용이 불가능하며 승객들의 편리를 위해 기내식사 메뉴 전시시스템, 기내 오락 시스템, 기내 항공전화, 기내 우편 시스템 등의 프로그램을 개발했다.

### 객실 승무원
객실 승무원의 경우 차이나 드레스풍의 유니폼은 인기가 있어 잡지 에이비로드에서 항상 상위권에 오른 적이 있으며 2007년에 유니폼이 변경되었으나 차이나 드레스풍의 스타일은 계승하고 있다.

### 마일리지 서비스
마일리지 서비스는 다이너스티 플라이어(중국어: 華夏哩程酬賓計畫)로 불리는 프로그램이 제공되고 있고 2010년에 스카이팀 가맹과 동시에 만다린 항공과 제휴하고 있으며 특전은 가족이나 타인에게 양도도 가능하며 아메리칸 익스프레스의 포인트를 동일한 프로그램의 마일리지로 전환하는 것이 가능하다.

## 도장
중화항공의 도장은 비행기 기체의 흰 뒷날개를 들 수 있다. 이전에는 뒷날개에 대만의 국기(청천백일만지홍기)가 작게 그려져 있었지만 홍콩 반환 이후 중국이 항공기 뒷 날개에 그려진 국기 문양을 이유로 노선 연장을 방해하고 범외교적 압력을 가하면서 현재는 대만의 국화인 매화의 꽃잎이 크게 그려져 있다.

## 사건 및 사고
중화항공은 설립 이래 수 차례의 사고를 경험했는데 양안 대립으로 인한 중국과 관련된 사고는 없었지만 1969년에 최초로 일어난 중화항공 227편을 시작으로 그 뒤에도 여러 준사고들 때문에 중화항공은 안전성이 의심을 받아왔다.
특히 2010년 독일의 항공 사고 조사국인 JACDEC가 선정한 항공 안전 순위에서 경쟁사인 에바 항공이 안전한 항공사 11위를 기록한 반면 중화항공의 경우 브라질의 항공사인 LATAM 브라질에 이어 가장 위험한 항공사 2위에 이름을 올렸으며 2013년 1월 23일에는 JACDEC가 선정한 항공 안전 순위에서 60개의 국영 항공사 중 최악의 항공사에 뽑히는 불명예를 떠안았다.

## 사진

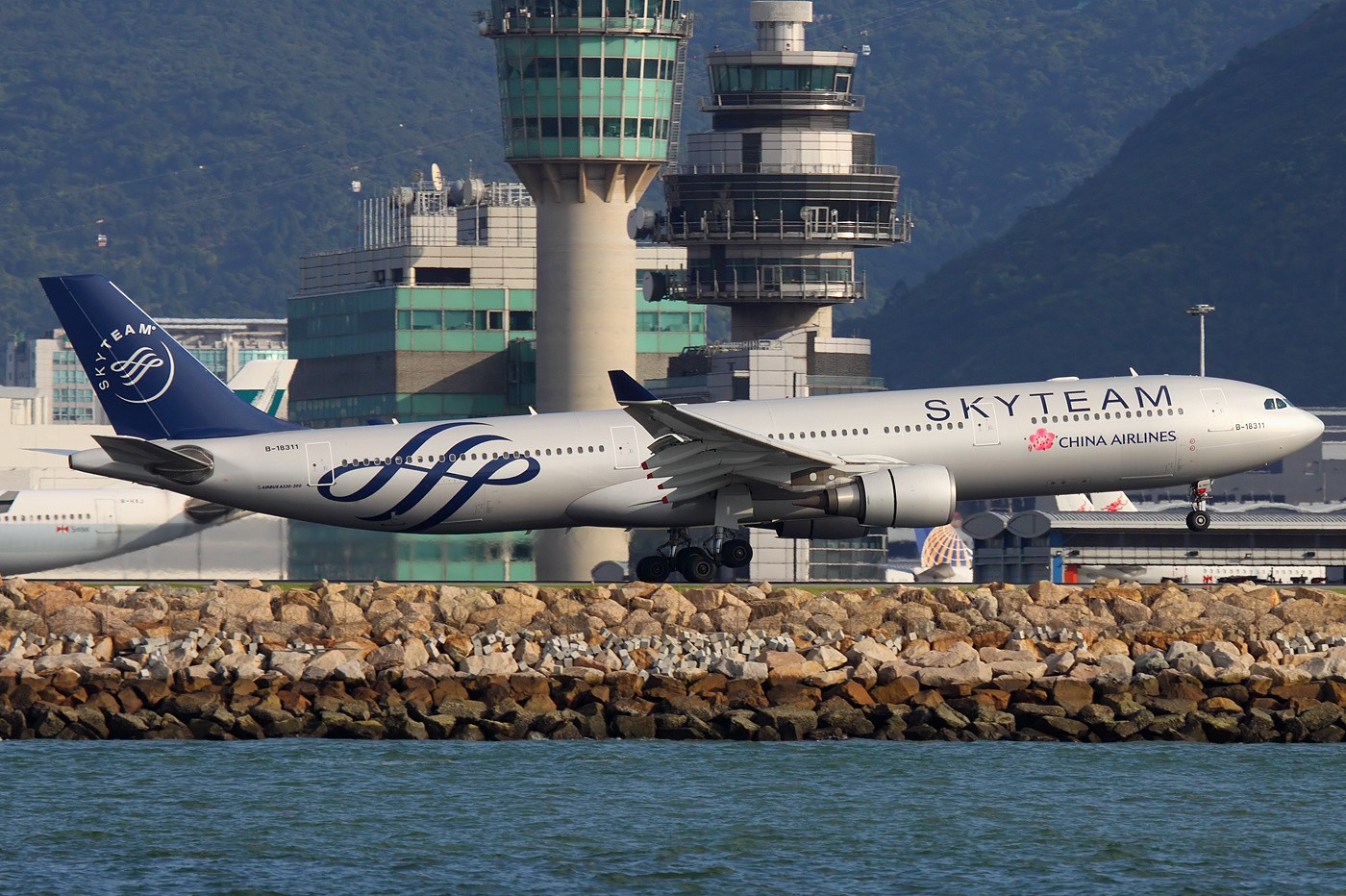
스카이팀 특별도장이 적용된 적용된 중화항공의 에어버스 A330-300
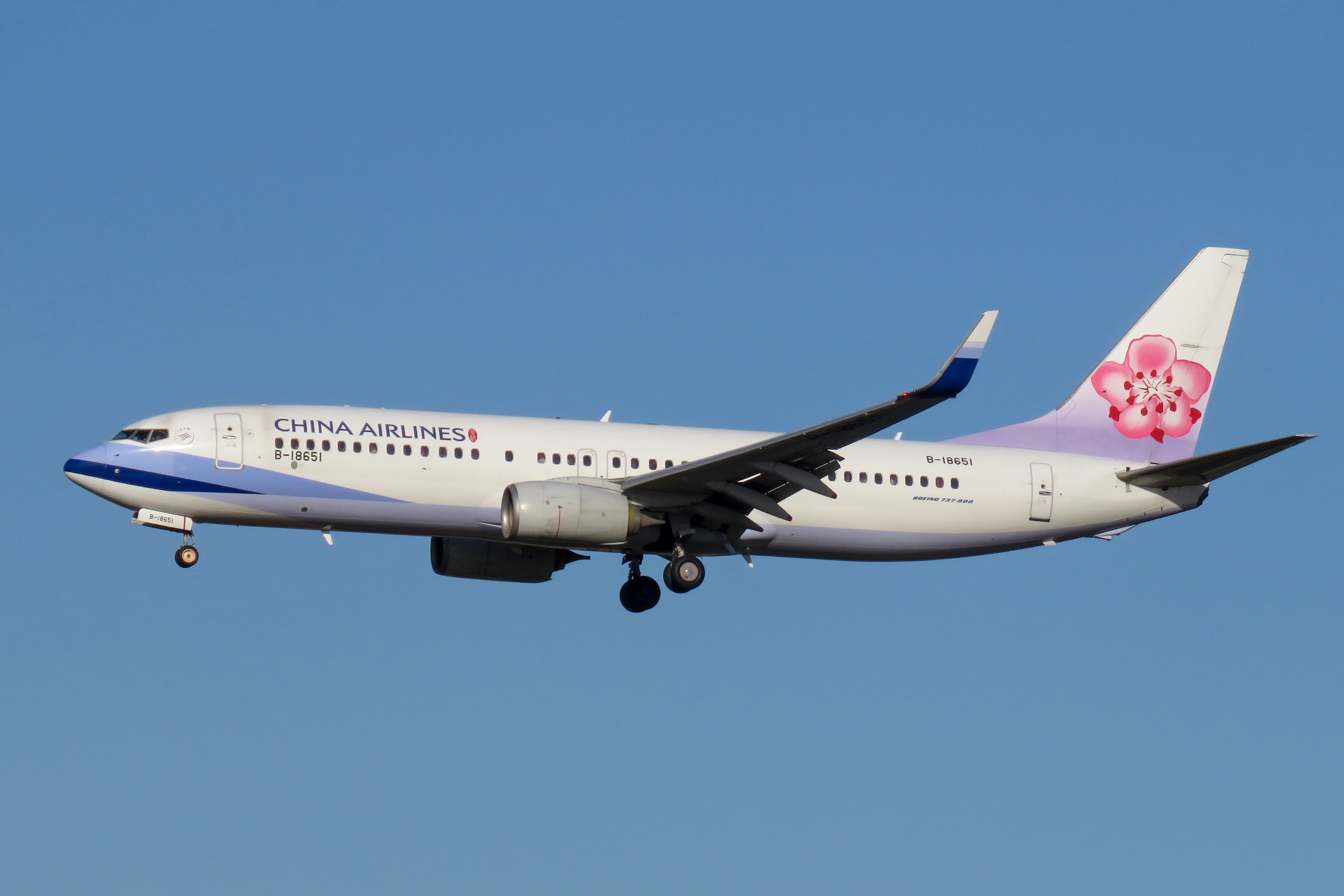
중화항공의 보잉 737-800
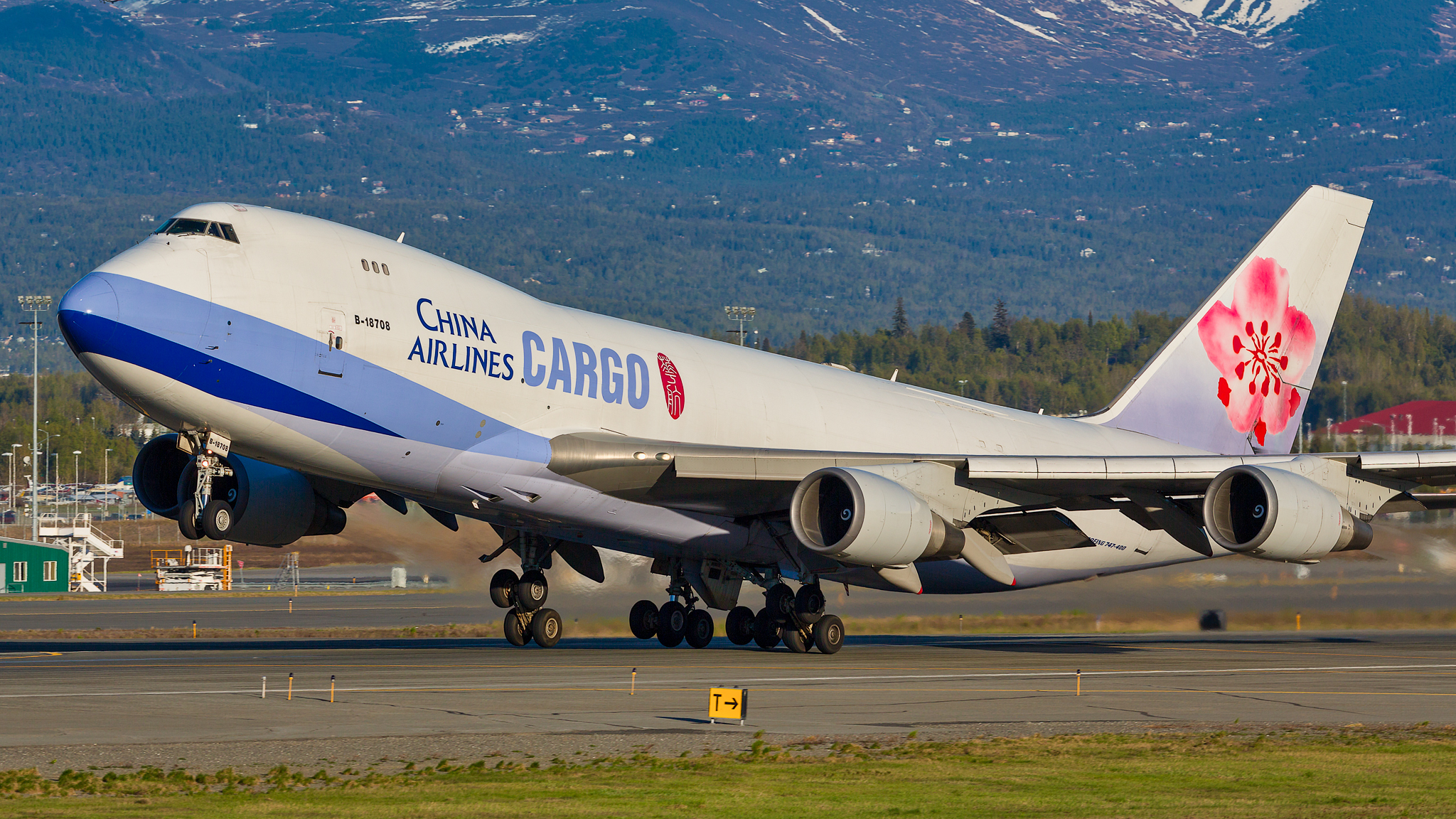
중화항공 카고의 보잉 747-400F
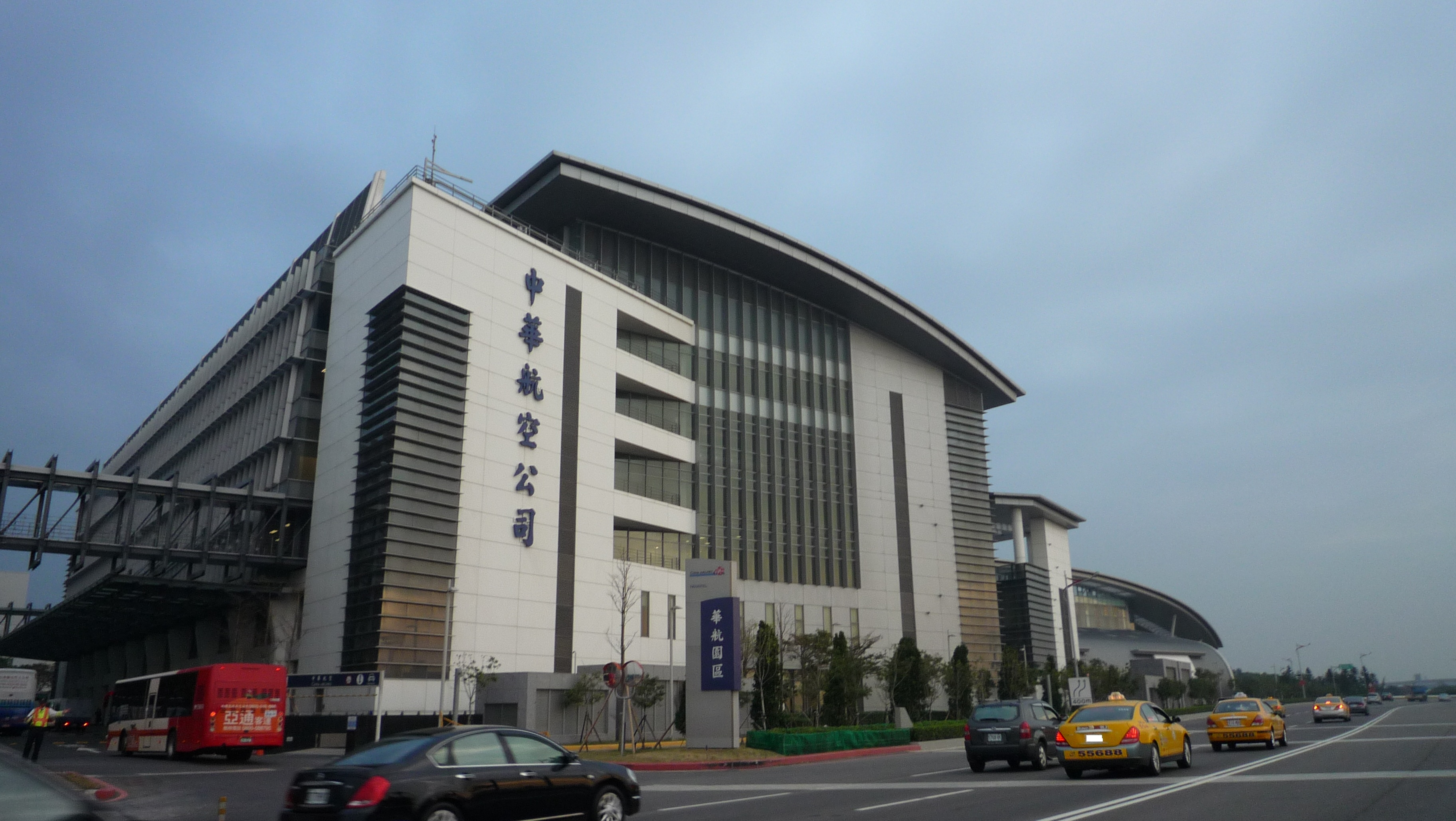
중화항공의 본사

## 같이 보기
- 대만의 항공사 목록
- 대만의 기업 목록
- 대만의 공항 목록
- 대만의 교통